# Мищенко, Борис Павлович
Борис Павлович Мищенко (21 июня 1936 — 30 января 2020, Москва) — советский самбист и дзюдоист, чемпион и призёр чемпионатов СССР по самбо, призёр чемпионатов Европы по дзюдо, мастер спорта СССР международного класса по дзюдо, Заслуженный тренер СССР (1977).

## Биография
Мастер спорта СССР по самбо (1958). Представлял Советскую Армию.
Член сборной команды страны в 1962—1967 годах. Судья международной категории. Полковник в отставке. Был тренером ЦСКА по дзюдо и самбо 1994—2014 годах. Главный тренер сборной СССР по дзюдо на Олимпийских играх 1980 года в Москве. Был заместителем председателя федерации самбо.
Умер в 2020 году. Похоронен на Митинском кладбище.

## Спортивные достижения
- Чемпионат СССР по самбо 1961 года — ;
- Чемпионат СССР по самбо 1965 года — ;
- Чемпионат СССР по самбо 1966 года — ;
- Чемпионат СССР по самбо 1970 года — ;

В ходе товарищеского матча 1967 года между дзюдоистами СССР и Японии, проходившего в токийском спортивном центре «Ниппон Будокан», работавший тогда в милиции и имевший звание майора Борис Мищенко одержал победу в поединке против чемпиона летних Олимпийских игр 1964 года Исао Окано, применив против него болевой приём дзюдзигатаме. Окано в той встрече получил травму руки и пропустил из-за этого чемпионат мира 1967 года.

## Награды
- Орден Дружбы (14 апреля 1998 года) — за заслуги в развитии физической культуры и спорта, большой вклад в подготовку спортсменов[7]

## Известные воспитанники
- Тюрин, Алексей Алексеевич (1955—1995) — чемпион СССР и Европы, Заслуженный мастер спорта СССР.
- Гаткин, Евгений Яковлевич (1954—2022) — доктор медицинских наук, хирург, мастер спорта СССР, тренер по самбо и дзюдо.